# Leon Wzorek

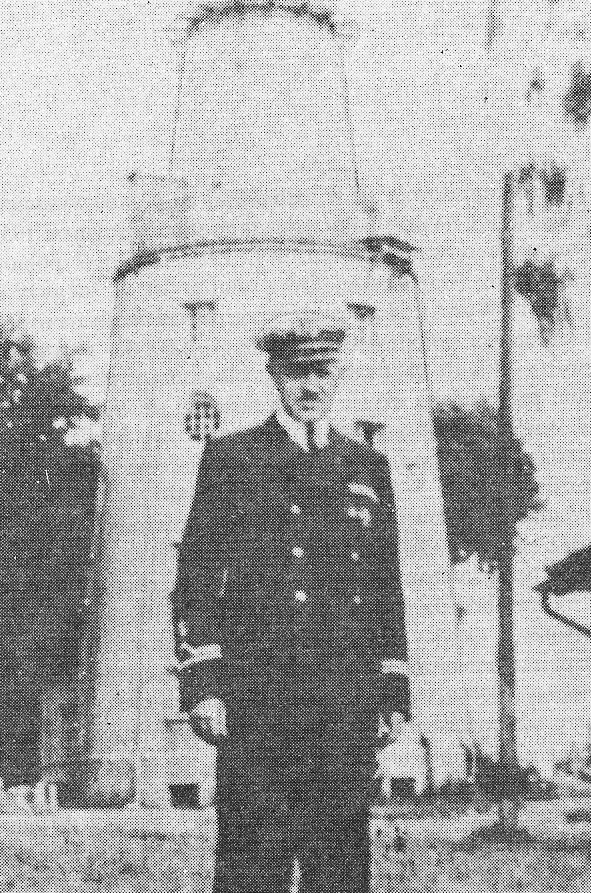
Leon Wzorek przed rozewską latarnią

Leon Wzorek (ur. 4 marca 1896 w Posadzie Sanockiej, zm. prawdop. 31 grudnia 1939 w Piaśnicy) – bosman Polskiej Marynarki Wojennej, latarnik.

## Życiorys
Urodził się 4 marca 1896 w Posadzie Sanockiej. Był synem poślubionych w 1892 w Sanoku Franciszka (rodem z Ryglic, zm. 14 marca 1926 w wieku 61 lat) i Franciszki z domu Lisowskiej (córka rolnika z Posady Sanockiej). Miał rodzeństwo: Stanisława (ur., zm. 1893), Zuzannę (1894-1978, po mężu Jayko), Władysława (ur. ok. 1904) . Wzorkowie pochodzili z Nowego Sącza . Ojciec rodziny w poszukiwaniu pracy przybył do Sanoka  około 1889 i podjął zatrudnienie w fabryce maszyn i wagonów w Posadzie Olchowskiej pod miastem, a także pracował na kolei. Rodzina Wzorków zamieszkiwała na „Stawiskach” w Posadzie Sanockiej .
W Sanoku Leon Wzorek ukończył 4-klasową szkołę podstawową i 3-klasową szkołę wydziałową. Po ukończeniu czwartej klasy szkoły powszechnej rozpoczął pracę w sanockiej fabryce wagonów. Później był zatrudniony jako maszynista w przemyśle naftowym w Krośnie. Następnie podjął naukę w Krakowie i został mistrzem ślusarstwa i elektrotechniki. Podczas I wojny światowej działał w ramach Polskiej Organizacji Wojskowej, a u kresu wojny uczestniczył w rozbrajaniu Austriaków. 20 listopada 1918 został przyjęty do Marynarki Wojennej. Został przydzielony jako maszynista do Flotylli Wiślanej „Wisła”. Potem został skierowany do przejmowania warsztatów portowych. Od 15 stycznia 1920 był przydzielony do Biura Hydrograficznego MW w Gdańsku z zadaniami przejęcia struktur hydrograficznych. W szeregach Batalionu Morskiego przejmował odzyskane polskie Pomorze. W tym okresie zajmował się też uruchomieniem sieci telefonicznej na obszarze Wybrzeża. Od 1920 do 1921 był podoficerem maszynowym i elektrykiem na ORP „Pomorzanin” . Służył w stopniu bosmana.
Po odbyciu służby wojskowej został skierowany do obsługi latarni morskiej w Rozewiu, której kierownikiem był od 1 marca 1922 (od 1924 do pomocy został mu przydzielony jego brat Władysław, który krótko potem został pilotem hydroplanów ). Stanowisko sprawował jako funkcjonariusz MW, a po przejęciu obiektu przez Urząd Morski, od 31 marca jak pracownik administracji. Przyczynił się do rozpowszechnienia historii pobytu Stefana Żeromskiego w latarni w Rozewiu, gdzie miały powstać fragmenty Wiatru od morza. Był działaczem Polskiego Związku Zachodniego, współorganizatorem ogniska oraz prezesem oddziału w Łebczu . Ustanowił w rozewskiej latarni tablicę pamiątkową ku czci Stefana Żeromskiego, odsłoniętą 29 czerwca 1933 na wniosek Ligi Morskiej i Kolonialnej (została usunięta w czasie okupacji niemieckiej). W 1933 w latarni rozpoczęło działalność Muzeum Stefana Żeromskiego, uruchomione za sprawą L. Wzorka.
Po wybuchu II wojny światowej w 1939 pozostał na posterunku, dochowując przysięgi złożonej swego czasu na rynku w Pucku . Został aresztowany przez Niemców 11 września 1939. Następnie był więziony i torturowany przez gestapo w Pucku . Tuż po aresztowaniu miał możliwość widzenia z dziećmi, wówczas nosił już oznaki brutalnego traktowania przez Niemców . Jego żona skierowała list do Adolfa Hitlera z prośbą o zwolnienie męża, co spotkało się z odmowną odpowiedzią z Kancelarii Rzeszy w Berlinie . Prawdopodobnie 31 grudnia 1939 Leon Wzorek został rozstrzelany w Piaśnicy .

## Życie prywatne
18 kwietnia 1922 w Posadzie Olchowskiej poślubił Bronisławę Jayko (1897–1978), pochodzącą z sanockiego rodu trudniącego się usługami pogrzebowymi. Po wojnie latarnikami byli także brat Leona, Władysław (od 1 maja 1945 do przejścia na emeryturę w wieku 72 lat w 1975), a po jego przejściu na emeryturę syn Leona – Zbigniew (od 1975) .

## Upamiętnienie
Został upamiętniony odsłoniętą 6 września 1969 tablicą pamiątkową na latarni w Rozewiu, która jest położona przy ulicy nazwanej jego imieniem . Z okazji 25-lecia działalności Klubu Zainteresowań Marynistycznych Polskiego Związku Filatelistów, w 1988 wydano pamiątkową kartę pocztową z jego wizerunkiem.